# باول أرماند سالفيستر
باول أرماند سالفيستر (بالفرنسية: Armand Silvestre)‏ هو واضع كلمات الأوبرا وكاتب وشاعر فرنسي، ولد في 18 أبريل 1837 في باريس في فرنسا، وتوفي في 19 فبراير 1901 في تولوز في فرنسا.

## وصلات خارجية
- باول أرماند سالفيستر على موقع ميوزك برينز (الإنجليزية)
- باول أرماند سالفيستر على موقع ميوزك برينز (الإنجليزية)
- باول أرماند سالفيستر على موقع ديسكوغز (الإنجليزية)